# 4044 Erikhog
A 4044 Erikhog (ideiglenes jelöléssel 5142 T-3) a Naprendszer kisbolygóövében található aszteroida. Cornelis Johannes van Houten,  Ingrid van Houten-Groeneveld,  Tom Gehrels fedezte fel 1977. október 16-án.